# キルギスのメディア

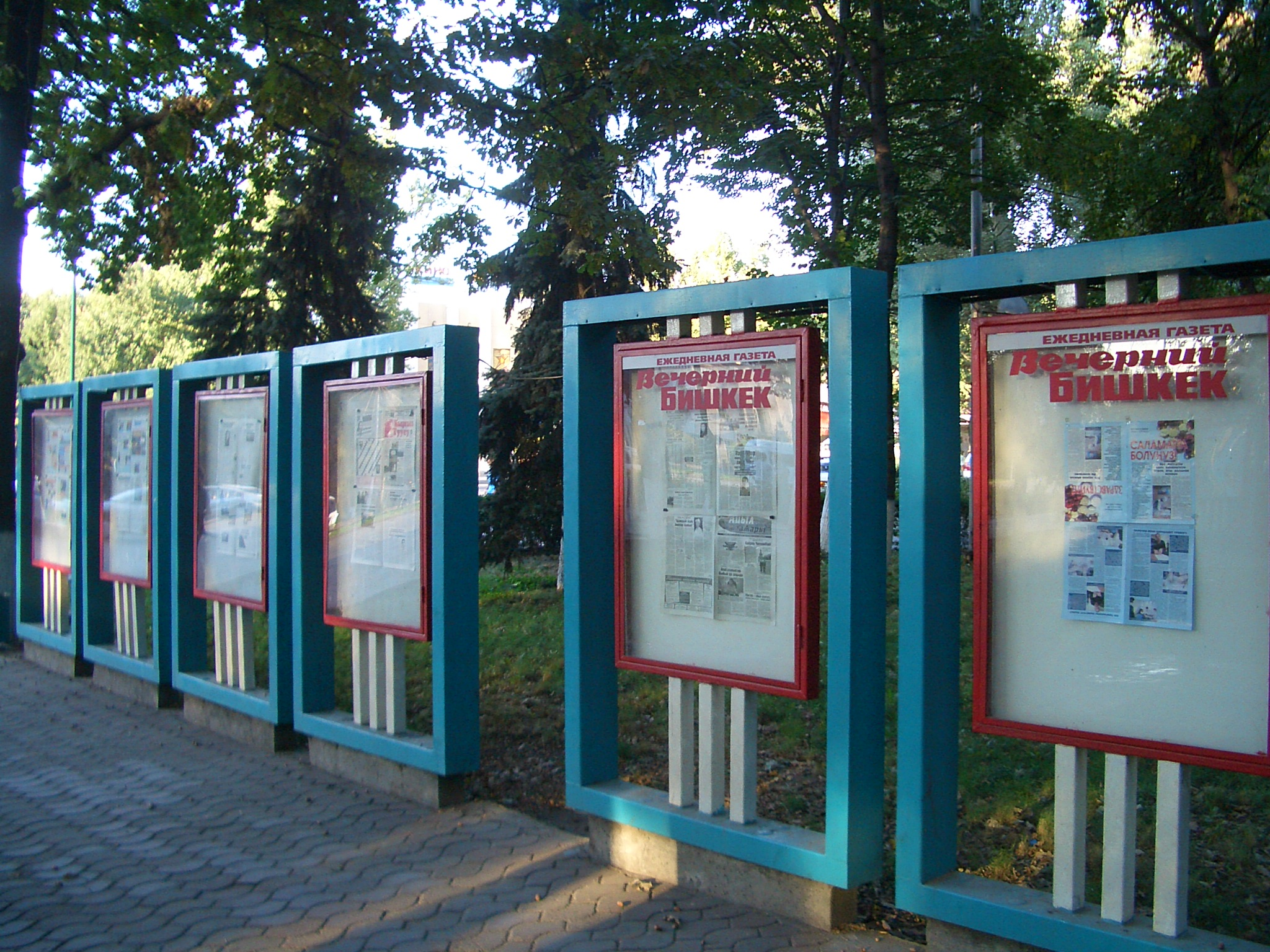
ビシュケクのエルキンディック大通りでは、ソビエト時代以来の伝統として、誰もが無料で読めるように新聞が掲出されている。

キルギスのメディアは、中央アジアの近隣諸国に比較して、より大きな自由を享受しているとされ、キルギス共和国憲法は報道の自由を保障し、検閲を禁じている。しかし、それでもメディアは政府によって一定の規制の下に置かれている。欧州安全保障協力機構 (OSCE) は、キルギスの印刷メディアとオンライン・メディアの倫理的水準について報告書を出している。

## 独立後の状況
1991年のソビエト連邦の崩壊によって独立したキルギスには、当時50紙ほどの新聞と、テレビ・ラジオの放送局が存在していたが、これらメディアはすべて国営で、共産党の支配下にあった。
程なくして、民間放送局が登場するようになり、テレビでは首都ビシュケクのピラミダ、オシのオシTV、ラジオではビシュケクのアルマズがその先駆けとなった。
1990年代後半には、政権からメディアへの圧力が強まり、いくつものメディアが圧力を受けてアスカル・アカエフ大統領（在任：1990年-2005年）の親族の支配下に入った。

## 新聞と雑誌
2003年の時点で、25から30ほど存在していたキルギスの新聞・雑誌のうち、8紙・誌は政府が所有しており、国立印刷所であるウチクン (Uchkun) が国内最大の新聞発行者であった。

## テレビとラジオ
メディア間の競争は、政府を支持する新聞や放送局に対する政府からの手厚い支援によって、歪められたものとなっている。2000年代はじめ、様々なメディアの数は増加したが、そうした新しい事業を支配していたのは政府と繋がりのある人々であった。現在キルギスには、国営8局、民間20局のテレビ放送ネットワークがあるが、政府は放送に制限を加えており、過去には、反政府的な講義の声を放送したNTSのように、萎縮させられたり、廃局に追い込まれた民間放送局もあった。FM放送局は23局、AM放送局は13局ある。政府が所有する国営メディアは支配的な地位を築いており、これを民営化しようとする野党側の動きは、キルギスの政治的環境から、当時のクルマンベク・バキエフ大統領（在任：2005年-2010年）によって阻まれた。いずれにせよ、放送の届く範囲には限りがあり、特にキルギス南部ではその傾向が顕著である。民間放送のネットワークは、ほとんどが首都ビシュケクに拠点を置いている。2004年時点では、人口千人あたりのテレビ受像機の普及台数は 187.6台であったが、ラジオについては統計が存在してない。
テレビやラジオと同様に、おしなべてニュース媒体は、何が報道できるかについて制約を受けており、政府を批判することは滅多にない。過去には、政府が運営するキルギス共和国公共テレビ・ラジオ放送協会 (КТРК) の副会長を大統領が兼ねようとした際に、政府支持か反政府かを問わず、これに抗議したジャーナリストたちが、嫌がらせを受け、萎縮させられたこともあった。また、通信社については、国営や民間のものがキルギス語、ロシア語、英語でニュースを流している。名誉毀損は罰せられる違法行為とされているが、その適用は不公平な形になっている。
2005年の政変後は、それ以前よりも政府に反対する見解が、一般的にメディアに露出しやすくなった。しかし、反対勢力側の代弁者がマス・メディアに登場する機会は、依然として限られている。政府への反対姿勢で知られていたテレビ局センティヤブル（Sentyabr：「9月」の意）は、裁判所から廃局を命じられた。
政変後に大統領代行となったクルマンベク・バキエフ（在任：2005年-2010年）は、反汚職政策の一環として国営テレビ・ラジオ放送協会を公共放送へと再編して独立性を与えるべく取り組み、2007年に至って新たにキルギス共和国公共テレビ・ラジオ放送協会が発足した。

## インターネット
キルギスは中央アジア諸国の中では、インターネットの利用が比較的自由であったとされている。
2006年の時点では、インターネットを定期的に使用している人々は、国民の5%に相当する 298,100人程度しかいないとされていたが、活発で多様な、開かれた内容が、政治的主題を扱うブログやフォーラム、インターネット・ニュースで流れるようになっていた。しかし、この時点では、インターネットはキルギスにはまだ大きな意味のあるインパクトを与えていないとされていた。
しかし、2010年の段階では携帯電話の普及が相当に進んでおり、4月にはキルギス語のTwitterが提供されるなどモバイル対応のSNSの普及が一挙に進んだ。2010年キルギス騒乱の際には、インターネット上の情報が、反政府運動を支えるひとつの要因になっていたとされ、SNSと携帯電話の組み合わせが情報を拡散させることで政変に至ったという意味では、「アラブの春」にいち早く先んじた事例であったとも評されている。

### ニュース通信社
- （英語） 24.kg （民間）
- （英語） Kabar （国営）
- （英語） AKIpress （民間）
- （英語） stan.tv